# 何塞多明哥喬克萬卡區
何塞多明哥喬克萬卡區（西班牙語：Distrito de José Domingo Choquehuanca），是秘魯的一個區，位於該國東南部普諾大區的阿桑加羅省，始建於1954年10月11日，面積69.73平方公里，海拔高度3,870米，2005年人口5,286，人口密度每平方公里76人。